# Uładzisłau Hanczarou
Uładzisłau Alehawicz Hanczarou (biał. Уладзіслаў Алегавіч Ганчароў; ur. 2 grudnia 1995 r. w Witebsku) – białoruski gimnastyk występujący w skokach na trampolinie, złoty medalista igrzysk olimpijskich, trzykrotny mistrz świata, pięciokrotny mistrz Europy, złoty i dwukrotnie srebrny medalista igrzysk europejskich.
Na letnich igrzyskach olimpijskich w Rio de Janeiro zdobył złoty medal w indywidualnych skokach na trampolinie. W finale pokonał Chińczyków Donga Donga o 1,210 pkt i Gao Leia o 1,570 pkt. W Tokio w 2021 był 4.